# Shaped By Fire
Shaped By Fire – siódmy album studyjny amerykańskiej grupy As I Lay Dying, którego premierę wyznaczono na 20 września 2019.
Jest to jednocześnie nowy album zespołu od poprzedniej płyty długogrającej, wydanej w 2012 oraz pierwszy w nowej wytwórni płytowej, Nuclear Blast. Płytę promowały teledyski do utworów „My Own Grave” (pierwotnie opublikowany w połowie 2018 tj. przeszło rok przed premierą płyty). Celem promocji płyty zaplanowano trasy koncertowe w Ameryce Północnej, Rosji we wrześniu, następnie w Europie (z grupami Chelsea Grin, Unearth, Fit for a King) oraz na przełomie listopada i grudnia 2019 w Stanach Zjednoczonych (z zespołami After the Burial, Emmure).

## Lista utworów
1. "Burn to Emerge" – 0:52
2. "Blinded" – 3:22
3. "Shaped by Fire" –  3:39
4. "Undertow" – 3:57
5. "Torn Between" – 4:01
6. "Gatekeeper" – 3:25
7. "The Wreckage" – 4:43
8. "My Own Grave" – 4:13
9. "Take What's Left" – 4:13
10. "Redefined" (gościnnie Jake Luhrs z August Burns Red) – 4:15
11. "Only After We've Fallen" – 3:29
12. "The Toll It Takes" – 3:56

## Twórcy
Skład zespołu
- Tim Lambesis – śpiew
- Jordan Mancino – perkusja
- Phil Sgrosso – gitara elektryczna
- Nick Hipa – gitara elektryczna
- Josh Gilbert – gitara basowa, śpiew

Pozostali
- As I Lay Dying – produkcja muzyczna[2]
- Joseph McQueen – miksowanie[2]
- Ted Jensen – mastering[2]
- Corey Meyers – oprawa graficzna[2]